# Laissez briller le soleil
Chansons représentant la Belgique au Concours Eurovision de la chanson
Soldiers of Love
(1987) Door de wind
(1989)
Laissez briller le soleil est une chanson du Concours Eurovision de la chanson 1988, écrite, composée et interprétée par le chanteur Reynaert, de son vrai nom Joseph Reynaerts, et co-écrite par Philippe Anciaux et Dany Willem pour représenter la Belgique le 30 avril à Dublin.
Elle a également été enregistrée par Reynaert en anglais sous le titre The Sun Could Shine in Your Heart (« Le soleil pourrait briller dans votre cœur »).

## Thème de la chanson
Les paroles de la chanson traitent de l'appel à « laisser briller le soleil » sur ceux qui sont malheureux.

## À l'Eurovision
Elle est intégralement interprétée en français, l'une des trois langues nationales de la Belgique, comme l'impose la règle entre 1976 et 1999.
Laissez briller le soleil est la 16e chanson interprétée lors de la soirée, après For vår jord de Karoline Krüger pour la Norvège et avant Croire de Lara Fabian pour le Luxembourg.
À la clôture du scrutin, la chanson a reçu 5 points et termine 18e, ex æquo avec Voltarei (en) de Dora pour le Portugal, sur les 21 chansons participantes, après avoir reçu 5 points du jury français,.

## Liste des titres
| A1. | Laissez briller le soleil                                                           | Joseph Reynaerts, Philippe Anciaux | Joseph Reynaerts, Dany Willem | 2:51 |
| B1. | The Sun Could Shine in Your Heart (version anglophone de Laissez briller le soleil) | Joseph Reynaerts, Philippe Anciaux | Joseph Reynaerts, Dany Willem | 3:07 |

## Historique de sortie
| Région           | Date | Format          | Label |
| ---------------- | ---- | --------------- | ----- |
| Belgique, Europe | 1988 | single 45 tours | EMI   |